# پوستینیا
پوستینیا (به لاتین: Pustynya) یک منطقهٔ مسکونی در روسیه است که در استان آرخانگلسک واقع شده‌است.